# Birislav
Birislav (în greacă Περίκλεια Periklija, până în 1925: Μπερίσλαφ, Berislav;  în meglenoromână: Birislắv, în macedoneană Бериславци, Berislavți) este un sat în Meglen în regiunea Macedonia Centrală din Grecia. 

## Geografie și locație
Satul este situat pe versantul sud-estic al Muntelui Cosuf, la o altitudine de 570 de metri. 
Este situat în partea de nord-est a regiunii istorice Meglen, într-o mică vale între Munții Cosuf în est, Paic la sud-est și Nidze la nord-vest, la aproximativ 23 km nord-est de satul Exaplamanos. 2 km nord este satul Lugunța , la 5 km vest Nânta și la 4 km este Oșani. Frontiera cu Macedonia este la 8 km spre nord.  
La sud de sat există o peșteră, care în trecut a fost folosită de către locuitori ca adăpost. 

## Istorie
Populația sa a fost întotdeauna meglenoromână, s-au stabilit aici în timpul țarului Ioniță Caloian, la începutul secolului al XIII-lea. 
În sat în perioada 1895-1896 a fost fondat comitetul ВМОРО.
Satul a suferit în timpul primului război mondial, iar din pricina activităților sale militare, locuitorii săi au fost deportați de autoritățile bulgare în interiorul Bulgariei. Ei s-au întors până la sfârșitul războiului, dar nu toți. 
În 1925, numele satului a fost schimbat în Perikleia (Περίκλεια). 
În 1935 a fost construită o nouă clădire pentru școală, deoarece cea veche a fost arsă în 1916 în timpul primului război mondial. 
Brăzlăveții au suferit mult în cel de- al doilea război mondial, în special din cauza forțelor de ocupație bulgare din ofensiva din ianuarie 1944, precum și în războiul civil grec, care a dus la prăbușirea întregii lumi, iar mai multe familii au căutat adăpost în Macedonia. După încheierea războaielor, satul a fost reînnoit. 
La 7 aprilie 1944, în apropierea satului, a avut loc o bătălie majoră între forțele de ocupație germane și forțele comuniștilor greci ELAS, care au ucis 30 de germani.

## Economie
Ca un sat de munte, este destul de pasiv și sărac, iar populația se ocupă în principal cu agricultura și creșterea animalelor.

## Demografie
Potrivit statisticilor lui Vasil Kănciov (" Macedonia Etnografie și Statistică "), în 1900, în Birislav trăiau 380 de vlahi creștini.   Potrivit datelor diplomatului bulgar al exarhatului Dimitar Mișev (" La Macédoine et sa Population Chrétienne "), în 1905 au fost 360 de macedoneni și o școală meglenoromână în Birislav.
În 1920 an, Birislav a fost înregistrat cu 50 de case meglenoromâne.
În recensământul din 1913 au fost 340 de locuitori. În timpul primului război mondial, datorită proximității acțiunilor militare, satul a fost distrus și locuitorii săi au fost deportați forțat în interiorul Bulgariei de autoritățile bulgare. Unii dintre locuitori nu au revenit nici după încheierea războiului, astfel încât în 1920 satul a fost înregistrat doar cu 200 de locuitori. În 1925, au plecat opt familii pentru România, care au fost adăpostite într-un sat din Dobrogea. Numărul locuitorilor din Birislav în 1928 a crescut la 281, iar în 1940 deja erau 413 de locuitori. Satul a fost grav avariat și a fost complet abandonat în timpul celui de- al doilea război mondial și al războiului civil. După încheierea războiului, a fost reînnoit. În 1951, existau deja 178 de locuitori, în 3761 erau 372, în 1971 393, în 1981 373, iar în 1991 354 de locuitori. 
Conform datelor din 1993, satul a continuat să fie pur meglenoromân, iar limba meglenoromână în acest sat este bine conservată. 
În recensământul efectuat în 2001, satul a fost înregistrat cu 382 de locuitori. În ultimul recensământ efectuat în 2011 în Grecia, satul a fost înregistrat cu 341 de locuitori. Format:Пописи-ЕМ
| Година    | 1940 | 1951 | 1961 | 1971 | 1981 | 1991 | 2001 | 2011 |
| --------- | ---- | ---- | ---- | ---- | ---- | ---- | ---- | ---- |
| Население | 413  | 178  | 372  | 393  | 373  | 354  | 382  | 341  |

Извор за 1940-1991 г.: Т. Симовски, Населените места во Егејска Македонија

## Instituții
- Școala primară

## Repere culturale și naturale
biserici
- Biserica "Sf. Atanasie " - situat pe locul vechiului sat, construit în 1969; [3]
- Biserica "Sf. Parascheva " - construit în 1850, fresce în 1862; [3]
- Biserica "Sf. Maica Domnului " - o biserică mică, situată la intrarea în sat, restaurată în anii 1990; [3]
- Biserica "Sf. Iovan Pretecea " - capela, pe drumul spre Lugunța. [3]